# Depressione di Kuzneck
La depressione di Kuzneck (in russo Кузнецкая котловина?, Kuzneckaja kotlovina) della Siberia meridionale si trova nell'Oblast' di Kemerovo, in Russia.

## Geografia
La depressione è delimitata a est dalla catena Kuzneckij Alatau, a sud-est dai monti dell'Abakan, a ovest dalla cresta di Salair, a sud dal massiccio della Gornaja Šorija, mentre a nord si fonde gradualmente con la pianura della Siberia occidentale. Da nord a sud ha una lunghezza di circa 300 km ed è larga dagli 80 ai 120 km. L'altitudine media varia dai 200 m a nord ai 400–500 m a sud.
I depositi di carbone del bacino ne fanno una delle maggiori riserve carbonifere della Russia: il bacino del Kuzbass (Кузбасс, o Кузнецкий угольный бассейн, Kuzneckij ugol'nyj bassejn).
I principali fiumi della regione sono il Tom', l'Inja e altri affluenti dell'Ob'.
Le più importanti città dell'area sono Novokuzneck, Prokop'evsk, Belovo, Kiselëvsk e Leninsk-Kuzneckij.